# Castrul roman de la Izbășești
Castrul roman este situat pe teritoriul localității Izbășești, județul Argeș.